# Pilocrocis
Pilocrocis é um gênero de mariposa pertencente à família Crambidae.